# Schnellfahrstrecke Hefei–Bengbu
| Lage der Schnellfahrstrecke Hefei–Bengbu (pink) |                      |                                                        |                                                        |
| Streckenlänge: | 130,67 km            |                                                        |                                                        |
| Spurweite: | 1435 mm (Normalspur) |                                                        |                                                        |
| Stromsystem: | 25 kV / 50 Hz ~      |                                                        |                                                        |
| Maximale Neigung: | 12 ‰ ‰               |                                                        |                                                        |
| Minimaler Radius: | 7000 m               |                                                        |                                                        |
| Streckengeschwindigkeit: | 350 km/h             |                                                        |                                                        |
| Zweigleisigkeit: | durchgehend          |                                                        |                                                        |
| |                      |                                                        |                                                        |
| \| \| \| Peking-Shanghai Eisenbahn nach Peking \| \| \| \| \| Bengbu \| \| \| \| \| Bengbu-Hefei Eisenbahn nach Hefei \| \| \| \| \| Peking-Shanghai Eisenbahn nach Shanghai \| \| \| \| \| Schnellfahrstrecke Peking–Shanghai nach Peking \| \| \| \| \| Bengbu Süd \| \| \| \| \| Schnellfahrstrecke Peking–Shanghai nach Shanghai \| \| \| \| \| Liufuzhen Süd \| \| \| \| \| Huainan Ost \| \| \| \| \| Huainan Eisenbahn nach Huainan \| \| \| \| \| Bengbu-Hefei Eisenbahn nach Bengbu \| \| \| \| \| Wabu See \| \| \| \| \| Huainan Eisenbahn nach Wuhu \| \| \| \| \| Xiatangji \| \| \| \| \| Shuangdun \| \| \| \| \| \| \| \| \| \| Hefei Nord \| \| \| \| \| Huainan Eisenbahn nach Huainan \| \| \| \| \| Hefei \| \| \| \| \| Schnellfahrstrecke Shanghai–Wuhan–Chengdu nach Nanjing \| \| \| \| \| Huainan Eisenbahn nach Wuhu \| \| \| \| \| Schnellfahrstrecke Shanghai–Wuhan–Chengdu nach Wuhan \| \| \| \| \| Hefei-Jiujiang Eisenbahn nach Jiujiang \| \| |                      |                                                        |                                                        |
| |                      | Peking-Shanghai Eisenbahn nach Peking                  |                                                        |
| Bahnhof |                      | Bengbu                                                 | Bengbu                                                 |
| Abzweig geradeaus und nach rechts |                      | Bengbu-Hefei Eisenbahn nach Hefei                      | Bengbu-Hefei Eisenbahn nach Hefei                      |
| Abzweig geradeaus und nach links |                      | Peking-Shanghai Eisenbahn nach Shanghai                | Peking-Shanghai Eisenbahn nach Shanghai                |
| Abzweig geradeaus und von links |                      | Schnellfahrstrecke Peking–Shanghai nach Peking         | Schnellfahrstrecke Peking–Shanghai nach Peking         |
| Bahnhof |                      | Bengbu Süd                                             | Bengbu Süd                                             |
| Abzweig geradeaus und nach links |                      | Schnellfahrstrecke Peking–Shanghai nach Shanghai       | Schnellfahrstrecke Peking–Shanghai nach Shanghai       |
| Haltepunkt / Haltestelle |                      | Liufuzhen Süd                                          | Liufuzhen Süd                                          |
| Haltepunkt / Haltestelle |                      | Huainan Ost                                            | Huainan Ost                                            |
| Abzweig geradeaus und von rechts |                      | Huainan Eisenbahn nach Huainan                         | Huainan Eisenbahn nach Huainan                         |
| Abzweig geradeaus und von links |                      | Bengbu-Hefei Eisenbahn nach Bengbu                     | Bengbu-Hefei Eisenbahn nach Bengbu                     |
| Bahnhof |                      | Wabu See                                               | Wabu See                                               |
| Abzweig geradeaus und nach links |                      | Huainan Eisenbahn nach Wuhu                            | Huainan Eisenbahn nach Wuhu                            |
| Haltepunkt / Haltestelle |                      | Xiatangji                                              | Xiatangji                                              |
| Haltepunkt / Haltestelle |                      | Shuangdun                                              | Shuangdun                                              |
| Blockstelle |                      |                                                        |                                                        |
| Haltepunkt / Haltestelle |                      | Hefei Nord                                             | Hefei Nord                                             |
| Abzweig geradeaus und von rechts |                      | Huainan Eisenbahn nach Huainan                         | Huainan Eisenbahn nach Huainan                         |
| Bahnhof |                      | Hefei                                                  | Hefei                                                  |
| Abzweig geradeaus und nach links |                      | Schnellfahrstrecke Shanghai–Wuhan–Chengdu nach Nanjing | Schnellfahrstrecke Shanghai–Wuhan–Chengdu nach Nanjing |
| Abzweig geradeaus und nach links |                      | Huainan Eisenbahn nach Wuhu                            | Huainan Eisenbahn nach Wuhu                            |
| Abzweig geradeaus und nach rechts |                      | Schnellfahrstrecke Shanghai–Wuhan–Chengdu nach Wuhan   | Schnellfahrstrecke Shanghai–Wuhan–Chengdu nach Wuhan   |
| |                      | Hefei-Jiujiang Eisenbahn nach Jiujiang                 |                                                        |

Die Schnellfahrstrecke Hefei–Bengbu (chinesisch 合蚌客運專線) oder Hebeng PDL (nach den Anfangssilben von Hefei und Bengbu) ist eine Zweigstrecke der chinesischen Schnellfahrstrecke Peking–Shanghai, welche bei Bengbu von der Hauptstrecke abzweigt und nach Hefei, der Hauptstadt der Provinz Anhui, führt. 
Der Bau der 130,67 km langen Strecke begann im Januar 2009 und soll 13,6 Milliarden ¥ (1,73 Milliarden €) kosten. Die Strecke ist für 350 km/h ausgelegt. Sie befindet sich  im August 2012 im Probebetrieb, wobei Geschwindigkeiten bis 385 km/h erreicht wurden, und soll Ende 2012 für den kommerziellen Reisezugverkehr freigegeben werden.